# Flądra

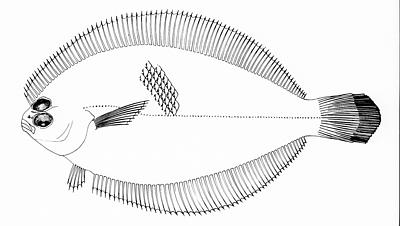
Etropus microstomus – przedstawiciel ryb flądrokształtnych

Flądra, płastuga – ogólna nazwa ryby flądrokształtnej (płastugokształtnej) – charakteryzującej się spłaszczonym, asymetrycznym ciałem. Dawniej tą nazwą określano ryby z rodzaju Pleuronectes w rodzinie flądrowatych, obecnie często jeszcze jest odnoszona do storni (dawniej Pleuronectes flesus, obecnie Platichthys flesus), nazywanej również fląderką.
Flądry charakteryzują się asymetrią budowy ciała. Dorosłe ryby przez większość czasu spoczywają na dnie morskim leżąc na boku ciała. W tej pozycji również poruszają się. W związku z tym jedno ich oko przemieszczone jest na przeciwną stronę głowy. Kąt pomiędzy kierunkami obojga oczu fląder wynosi około 70°. Znacznie przesunięta ku stronie brzusznej jest jedna z płetw piersiowych. Asymetryczne jest również ubarwienie – strona skierowana ku górze, jest ciemno pigmentowana, a strona skierowana w dół jest jasna.
Flądry mierzą przeciętnie 32–35 cm, chociaż zdarzają się osobniki mające ponad 70 cm. Szerokość stanowi około połowy długości ciała. Najbardziej lubią miękkie muliste dno oceaniczne, w okolicach skał i portów. Odżywiają się przeważnie ikrą ryb, małżami i owadami.
Ryby z następujących rodzin nazywane są flądrami:
- Achiropsettidae (flądry południowe)
- Bothidae – skarpiowate (flądry lewooczne)
- Pleuronectidae – flądrowate (flądry prawooczne)

Wszystkie te rodziny należą do rzędu flądrokształtnych (Pleuronectiformes), nazywanych też płastugokształtnymi.
Gatunki, w nazwie których występuje słowo flądra:
- flądra[3] (stornia albo fląderka) (Platichthys flesus)
- flądra amerykańska[3] (Pseudopleuronectes americanus)
- flądra gwiaździsta[2] (Platichthys stellatus)
- flądra patagońska[4], poskarp brazylijski[4] (Paralichthys brasiliensis)
- flądra strzałozębna[3] (Atheresthes stomias)